# Подожди меня, папа
«Подожди меня, папа» (англ. Wait for Me, Daddy) — фотография марша Полка Британской Колумбии (Стрелков Герцога Коннахта) у пересечения Восьмой улицы и проспекта Колумбия (Нью-Уэстминстер, Канада), сделанная Клодом П. Деттлоффом 1 октября 1940 года. Пока Клод делал снимок, пятилетний Уоррен «Уайти» Бернард (Warren «Whitey» Bernard) убежал от своей матери к отцу, рядовому Джеку Бернару (Jack Bernard), с криком «Подожди меня, папа». Фотография получила широкую известность, была опубликована в «Life», висела в каждой школе Британской Колумбии во время войны и была использована в выпусках военных облигаций.

## Контекст
В субботу 26 августа 1939 года Гитлер угрожал Польше и требовал Данциг. В 4:15 утра полковой адъютант Британской Колумбии получил звонок из канадской столицы о вызове Полка Британской Колумбии. Солдаты были распределены по городу для охраны уязвимых точек. 10 сентября 1939 года парламент Канады объявил войну германскому рейху, который вторгся в Польшу в первых числах месяца. Хотя другие подразделения были направлены в Великобританию, Полк Британской Колумбии остался на западном побережье. После нескольких месяцев тренировки и караульной службы 1 октября 1940 года полку было приказано промаршировать по Нью-Уэстминстеру к поезду, который доставит его в секретный пункт назначения.

## Последствия
Секретным пунктом назначения оказался город Нанаймо, всего в трёх часах езды. Позже, после нескольких лет обучения, полк был отправлен во Францию и Нидерланды, и вернулся домой в конце войны. Когда Джек Бернард вернулся домой, Деттлофф фотографировал воссоединение семьи.
Джек и Бернис Бернар в конце концов развелись.